# 박은식
박은식(朴殷植, 1859년 10월 25일 ~ 1925년 11월 1일)은 일제강점기의 학자, 언론인, 독립운동가, 교육자, 애국계몽운동가, 정치가이다. 그는 대동교(大同敎)를 창건하고 신한혁명당(新韓革命黨)을 조직하여 항일활동을 전개하였다. 자(字)는 성칠(聖七)이고 호는 겸곡(謙谷), 백암(白岩·白巖·白菴), 태백광노(太白狂奴), 무치생(無恥生)이다. 밀양 박씨이다.

## 생애

### 생애 초기

#### 출생과 가계
박은식은 1859년 9월 30일 황해도 황주군 남면에서 아버지 박용호와 어머니 노씨 부인 사이에서 태어났다. 오랫동안 몰락했던 그의 가문은 할아버지인 박종록(朴宗錄)의 대에 농업으로 재산을 모으고 가세를 일으켰고, 아버지 박용호는 서당의 훈장으로 생계를 이어갔다.
그는 17살 때까지 서당에서 공부를 한 뒤 1875년 황해도에서 널리 이름나 있던 안중근의 아버지 안태훈과 서로 사귀면서 여러 의견들을 자주 나누는 등의 교류를 하였다. 이 두 사람은 신동이라 불릴 정도로 대단히 자질이 뛰어났다.

#### 소년기
1877년 부친상을 치르기 위하여 다시 고향으로 되돌아왔고, 1879년 연안 차씨(延安車氏)와 혼인, 분가하여 평안남도 삼등현으로 거처를 옮겼다. 1880년 경기도 광주로 가서 남인계 정약용 학파의 계승자였던 신기영(申耆永)과 정관섭(丁觀燮)에게 학문을 수학하였다. 1885년 관서(關西)의 대학자였던 화서학파 운암 박문일(朴文一, 1822~1894)과 성암 박문오(朴文吾) 형제에게서 정주학(程朱學)을 수학하였다. 1년 후 1886년 그는 향시에 참가해서 특선으로 합격하였다. 이후 6년 동안 박은식은 줄곧 숭인전 능참봉이란 벼슬을 맡아 생활하였다.
1892년 민병석(閔丙奭)의 천거로 동명왕릉참봉(東明王陵參奉)으로 전직하였다. 1894년 동학농민운동이 발생하자 동비(東匪)들의 반란으로 규정하였다. 그해 갑오개혁이 단행되자 그는 갑오개혁은 사설(邪說)이라며 조정의 정책에 비판을 가하였다.

### 경술국치 이전

#### 독립협회 활동
박은식은 40세가 가까워오던 무렵부터 여태까지 공부했던 주자학과 위정척사사상의 본질에 의심을 품고 신학문·신지식을 알아야겠다는 필요성에 절감하여 1898년 독립협회에 가입했다.

#### 황성신문
1898년 9월 민족지사 장지연·남궁억·나수연·유근(柳瑾) 등과 함께 《대한황성신문》을 인수하여 새로이 《황성신문》으로 제목을 바꾸고 창간 보급하였으며, 박은식은 장지연과 같이 공동주필에 취임하였다.

#### 대한매일신보

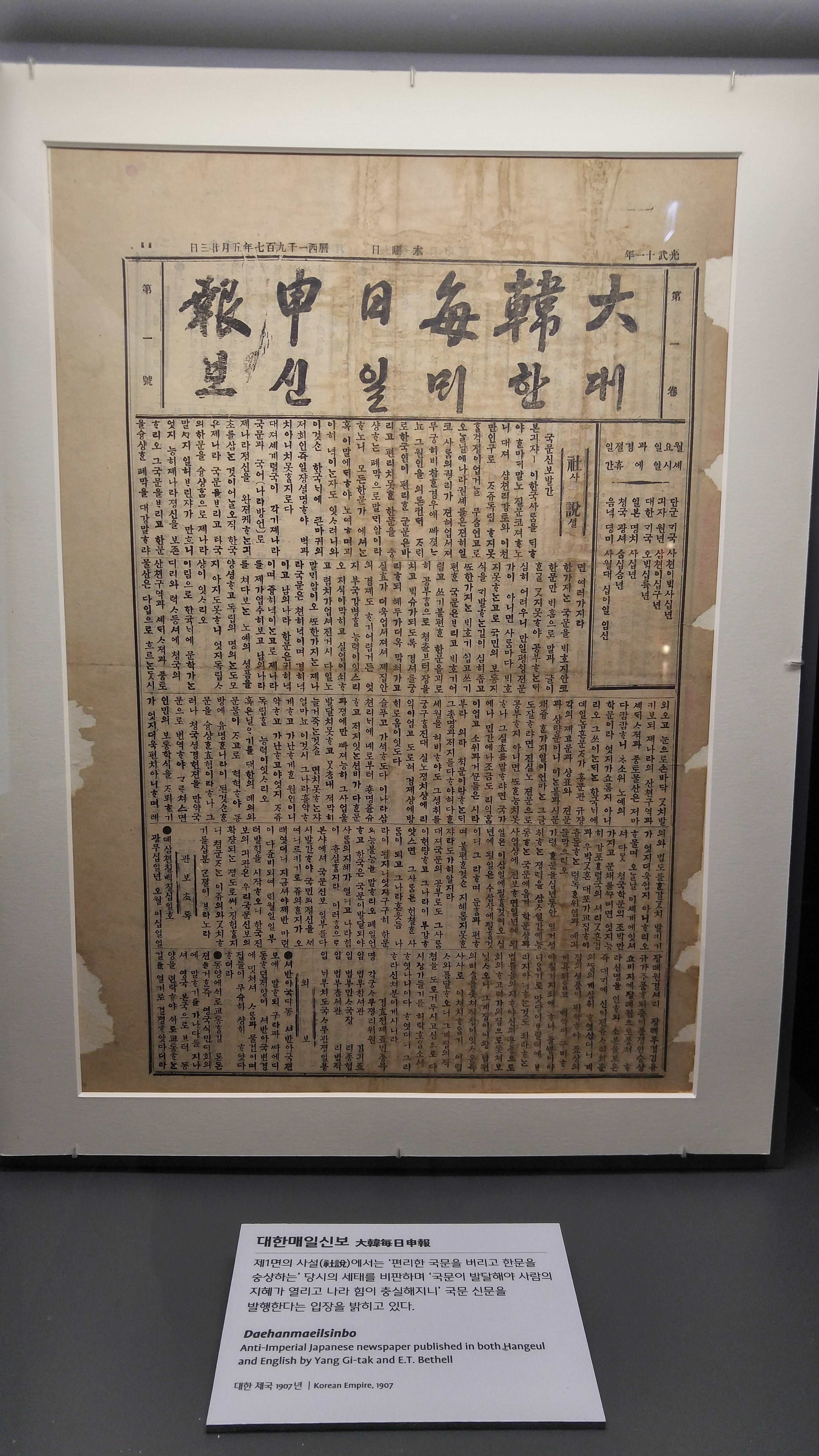
대한매일신보 창간호

1904년 ≪대한매일신보≫가 창간되자 그는 대한매일신보에도 주필이 되어 사설을 썼다. 《대한매일신보》는 영국인 어니스트 베델(한국명 배설)이 편집인이자 발행인인 한·영 종합일간지였으며, 고종 황제와 민족주의 지식인들의 지원을 받았다. 의병투쟁을 사실 그대로 보도한 정론으로 일제로부터 탄압을 받았으며, 1905년부터 1907년까지 양기탁의 주선으로 박은식이 주필로 활동하였다. 당시 다른 언론들은 일제의 사전검열을 받았지만, 《대한매일신보》만은 발행인인 배설의 국적이 영일동맹으로 일본과 친교하던 영국이어서 언론의 자유를 다른 신문들보다는 누릴 수 있었다. 하지만 이러한 장점은 오래 가지 못하였다. 일제가 신문법을 고쳐 대한제국에서 외국인이 발행하는 신문이던, 외국에서 조선인이 발행하는 신문이던 모두 압수와 판매 금지가 가능하도록 한 것이다. 설상가상으로 일제는 배설과 양기탁을 구속하였고, 특히 양기탁은 국채보상운동을 위한 의연금을 횡령, 사취하였다는 죄명을 씌워서 탄압하였다. 결국 1910년 항일언론인인 배설이 물러나고, 영국인 비서였던 앨프리드 W. 마넘(萬咸(만함), Alfred W. Marnham)이 통감부에 신문을 팔아 넘기고 말았다.

#### 서우학회
박은식은 1906년 신석하, 김달하, 김병도등과 함께 서우학회를 결성하여 기관지 《서우》의 주필로 취임하였다. 서우는 1906년 12월에 창간호를 냈으며, 1908년 1월까지 모두 4책을 발행하였는데 박은식은 집필, 편집, 지도를 모두 맡았다. 1908년에는 서우학회를 한북흥학회(漢北興學會)와 통합하여 서북학회를 창설하고 기관지인 서북학회월보를 창간하였다.

#### 황성신문 주필
1905년에는 황성신문이 장지연의 〈시일야방성대곡(是日也放聲大哭)〉으로 일제의 탄압을 받게 되었으며, 1906년 2월 황성신문이 복간되었으나 장지연이 사장으로 복직하지 못한 것에 대한 안타까움에 1910년 8월 폐간될 때까지 황성신문에서 주필로 있었다. 당시 박은식은 일제의 검열을 피해서 '연무제진'(聯武濟進,무장운동과 연관하여 나란히 전진하다.)이라는 말을 썼는데, 이는 애국계몽활동이 의병의 무장항쟁과 연계되어야 한다는 주장이었다. 언론인 박은식은 옳지 못한 것을 매섭게 꾸짖고,사리를 정확하게 구분하는 글을 써서, 청나라의 언론인이자 사상가인 캉유웨이가 "법필(法筆)이 사공(사마천)의 정수를 득(得)하였다."라고 칭찬할 정도였다. 하지만 일제의 비위를 거슬려서 일본 헌병대에 구금되었다가 풀려나는 탄압을 받기도 하였다.

#### 언론의 영향력
그가 이처럼 열정적으로 언론 활동을 한 것은 《독립신문》의 영향이었다. 독립협회의 기관지인 《독립신문》은 국민을 관리와 군주보다 우위에 둚으로써 민주주의를 전파하였다. 이를 본 박은식은 언론이 계몽활동에 매우 쓸모가 있다는 사실을 깨닫고 죽을 때까지 언론활동을 하게 된 것이다.
1907년 비밀결사회인 신민회가 결성되자 그는 그 곳에 가입하여 교육·출판 부문에서 민족계몽운동에 힘썼다.

### 독립 운동

#### 중국 망명과 독립운동
박은식은 대한제국이 멸망하자 그 이듬해인 1911년 4월 중국으로 망명하여 만주 환인현 흥도천에 "윤세복"이 설립한 동창학교에서 1년간 머무르면서 ≪대동고대사론≫·≪동명성왕실기≫·≪명림답부전≫·≪연개소문전≫·≪발해태조건국지≫·≪몽배금태조≫를 집필하였다.
이후 그는 중국 각지의 이름난 사람들과 교류를 하다 상해로 와서 1914년 망명 이후 줄곧 써오던 ≪한국통사≫의 집필을 완성하고 이듬해인 1915년에 간행하여 일본인들을 놀라게 하였다. 박은식은 ≪한국통사≫에서 우리나라가 일제의 식민지로 전락한 과정에 초점을 맞췄는데, 그러면서도 일제에 대한 독립 운동도 중시하여 의병 활동은 정신 역사적으로 영원히 사라지지 않을 것이라 높이 평가하였다. 박은식이 쓴 ≪한국통사≫는 중국과 러시아 지역의 교포들 사이에서 널리 읽혀졌고, 1917년 미국 하와이에서도 출판되어 우리 교포들 사이에서 널리 알려져 있다. 1919년 박은식은 3·1운동을 경험하고선 ≪한국독립운동지혈사≫를 집필하여 책으로 냈다. 그는 이 책에서 우리 민족의 독립 운동을 중점적으로 다루면서, 우리 민족의 이러한 노력은 광복이 될 때까지 계속될 것이라 확신하였다. 1919년 10월 15일 그는 국민교육의 연구장려 및 유학생파견, 지도 등의 목적으로 하는 대한교육회(大韓敎育會)를 상해에서 조직하였으며, 회장 겸 편집부원으로 활약하였다.

#### 대한민국 임시정부 대통령 취임과 죽음
1925년 3월 대한민국 임시정부 관계자들은 파벌 싸움으로 인해 대통령으로서 마땅한 사람이 없자, 대통령 서리 겸 국무총리를 맡고 있던 박은식을 2대 대통령으로 추대하였다. 그러나 박은식은 7월 오히려 임시정부의 정치 체제를 대통령 중심제에서 국무위원제로 바꾼 뒤, 9월 국무위원제의 최고 대표자격인 국무령에 이상룡을 추천하여 당선시켰다. 또한 상하이의 대한민국 임시정부와 관련이 없는 이승만 중심의 구미위원회를 폐지했으며, 헌법을 개정하여 임정을 중심으로 독립운동을 일치시키고자 하였다.

### 최후
그는 한가지 꿈이 있었다. 바로 조선의 독립을 보고 광복사를 쓰고 싶었던 것이다. 그러나 그는 건강이 악화되었고, 결국 지병을 이유로 사임하였고, 박은식은 1925년 11월 1일 인후염으로 67세의 나이로 세상을 떠났다. 만약 그가 20년만 더 버텼더라면 광복사를 쓸 수 있었을 것이다. 죽음을 앞둔 그는 "첫째 독립을 하려면 전족(全族)적으로 통일이 되어야 하며, 둘째 독립운동을 위하여는 모든 수단방략이라도 쓰고, 셋째 동지간의 애증친소(愛憎親疎)의 구별이 없어야 한다."라고 하였다.

## 사후
- 1925년 11월 4일 그의 국가, 민족에 끼친 공훈을 추도하여 임시정부 최초로 국장을 거행하여, 유해는 상하이 정안사로(靜安寺路) 공동묘지 600번지에 안장되었다.
- 중국 《중화보》,《상해화보》등의 언론사들도 박은식의 삶과 업적을 기념하는 특집기사를 작성하였다.
- 대한민국 정부는 그의 공훈을 기리기 위하여 1962년 건국훈장 대통령장을 추서하였다.[2]
- 그의 유해는 1993년초 김영삼 정부의 임정 요인 유해 봉환사업에 따라 사후 68년 만인 1993년 8월 5일 서울로 운구 및 송환되어서울 동작구 국립묘지에 최종적으로 안장되었다.

## 저서

### 저술
- 박은식은 1911년 만주에서 1년간 6권의 책을 저술하였고,[6] 대종교 신자가 되었다.
  - 《대동고대사론》(大東古代史論)
  - 《동명성왕실기》(東明聖王實記)
  - 《명림답부전》(明臨答夫傳)
  - 《천개소문전》(泉蓋蘇文傳)
  - 《발해태조건국지》(渤海太祖建國誌)
  - 《몽배금태조》(夢拜金太祖)[7]
- 1912년에도 상하이에서 여러 책을 저술하였다.
  - 《안중근》, 1914년
  - 《각국근사》(各國近史), 1915년
  - 《한국통사》, 1915년 - 일제가 조선사 편수회를 설치하는 원인이 되었다.
  - 《이준전》
  - 《한국독립운동지혈사》, 1920년
  - 《이순신전》, 1923년
  - 《한말비록》(韓末秘錄)
  - 《대동민족사》
  - 《단조》
  - 《안중근의사전》

### 번역서
- 《발해사》
- 《금사》

## 가족 관계
박은식은 연안차씨와 결혼하였고 아들 두명에 딸 세명을 낳았다 위로 사남매는 일찍 죽었고 막내인 박영애만 성장하였다. 박영애는 윤철선과 결혼했다
- 부인 : 연안 차씨
- 딸 : 박영애 (1894 ~ 1986)
- 양자 : 박시창 (朴始昌) 1903년 11월 5일 ~ 1986년 6월 7일 대한민국 육군 2성 장군으로 예편하였으며 그도 독립운동가이다.

## 같이 보기
- 한국통사
- 대한민국 임시정부
- 신채호
- 이승만
- 양기탁
- 이동녕
- 장도빈
- 독립유공자로 대통령장을 수여받은 사람